# CM-3218
La CM-3218 es una carretera autonómica de la Red de Carreteras de Castilla-La Mancha (España) que transcurre entre Albacete, a la altura del Circuito de Albacete, y Casas Ibáñez, en la provincia de Albacete, donde enlaza con la N-322.
Es una carretera convencional de una sola calzada con un carril por sentido que atraviesa las  localidades de Albacete, Tinajeros, Valdeganga, Abengibre y Casas Ibañez.